# День судебного эксперта Украины
День суде́бного экспе́рта (укр. День судового експерта) — национальный профессиональный праздник, который отмечается на Украине ежегодно 4 июля.
«День судебного эксперта» появился в календаре официальных украинских профессиональных праздников сравнительно недавно. Инициатива его проведения принадлежит Координационному совету по проблемам судебной экспертизы при Министерстве юстиции Украины, который и выступил с ней перед главой государства. 10 июня 2009 года, в столице городе-герое Киеве, третий президент Украины Виктор Андреевич Ющенко подписал Указ № 424/2009 «О дне судебного эксперта», который и предписывал отмечать этот праздник 4 июля.
В президентском указе Виктора Ющенко пояснялось, что этот профессиональный праздник вводится «учитывая значение судебно-экспертной деятельности в обеспечении правосудия, защиты прав и свобод человека и гражданина и в поддержку инициативы общественности». Таким образом можно сказать, что введение этого праздника есть дань уважения со стороны украинской власти всем судебным экспертам республики за их нелёгкий, эмоционально тяжёлый и ответственный труд.
В настоящее время на Украине аттестовано и успешно работают около шести тысяч судебных экспертов (из них около 1400 государственных).
«День судебного эксперта» не является на Украине нерабочим днём, если, в зависимости от года, он не попадает на выходной.